# Мурдугов, Александр Иосифович
Александр Иосифович Мурдугов (2 августа 1912, Святой Крест — 2 апреля 2007, Киев) — советский офицер-артиллерист, Герой Советского Союза.

## Биография
Родился 2 августа 1912 года в городе Святой Крест (ныне Будённовск Ставропольского края), в семье крестьянина. Армянин. Закончил пять классов неполной средней школы. Работал в артели.
В 1934 году призван в ряды Красной Армии. В 1938 году окончил Тбилисское военно-политическое училище. Член ВКП(б) с 1939 года. В боях Великой Отечественной войны с августа 1942 года. Был командиром артиллерийского дивизиона 80-го артиллерийского полка 76-й стрелковой дивизии 47-й армии 1-го Белорусского фронта.
В ходе окружения берлинской группировки противника майор А. И. Мурдугов умело командовал своим дивизионом, участвовал в овладении городом Шильдов, нанёс врагу большие потери. Указом Президиума Верховного Совета СССР от 31 мая 1945 года за образцовое командование артиллерийским дивизионом и проявленные при этом личное мужество и героизм майору Александру Иосифовичу Мурдугову присвоено звание Героя Советского Союза с вручением ордена Ленина и медали «Золотая Звезда» (№ 6434).
После войны продолжал службу в армии. В 1953 году окончил Высшую офицерскую артиллерийскую школу. С 1959 года подполковник А. И. Мурдугов — в запасе. Жил в Киеве. Умер 2 апреля 2007 года. Похоронен в Киеве на Байковом кладбище (участок № 33).